# Borgen, Stockholm
Borgen eller Kungliga borgen är en byggnad vid Greve von Essens väg på Ladugårdsgärdet i Stockholm. 

## Historik

### Uppförande
1818–22 lät kung Karl XIV Johan uppföra Borgen på en kulle väster om det så kallade Drottningberget. Borgen ritades av arkitekten Fredrik Blom och fungerade som kungens rastplats. Här bodde han i flera veckor medan militära övningar pågick på Ladugårdsgärdet. Från Borgen kunde han överblicka och leda manövrerna. 
Byggnaden är ett av Fredrik Bloms förfabricerade, flyttbara hus. En uppfinning där huset, om det skulle behövas, kunde monteras ner och byggas upp på en annan plats. Borgen byggdes i moduler i Stockholm för att sedan fraktas upp till, och monteras på, kullens krön. Samma metod kom Blom att använda på det närbelägna Rosendals slott, som stod färdigt 1826.

### Användning
Den 11 maj 1818 kröntes Karl Johan och redan följande dag höll han en stor trupprevy på Ladugårdsgärdet. Detta var en stor folkfest och ett populärt gratisnöje för allmänheten att titta på. 
På Borgen gav man baler och supéer för förnäma gäster och när det var kungens namnsdag hölls supé inför allmänheten och ett tält restes på Borgens flacka tak. En samtida målning av Fredric Westin från 1838 visar Karl XIV Johan på en vit häst med Borgen i bakgrunden. "Han älskade att se allmänheten, ju talrikare desto bättre kring honom och trupperna".

### Brand och återuppbyggnad
År 1977 brann Borgen ned till grunden. Då byggnaden var så unik med sina karakteristiska empirdrag uppfördes en exakt kopia 1982. Turligt nog var den gamla inredningen nedtagen för renovering vid tidpunkten för branden och kunde därför sättas på plats igen efter återuppbyggnaden. Idag ägs och förvaltas Borgen av Kungliga Djurgårdsförvaltningen och byggnaden hyrs ut som restaurang och festvåning.

## Galleri
Bilder på den nuvarande rekonstruerade byggnaden. 

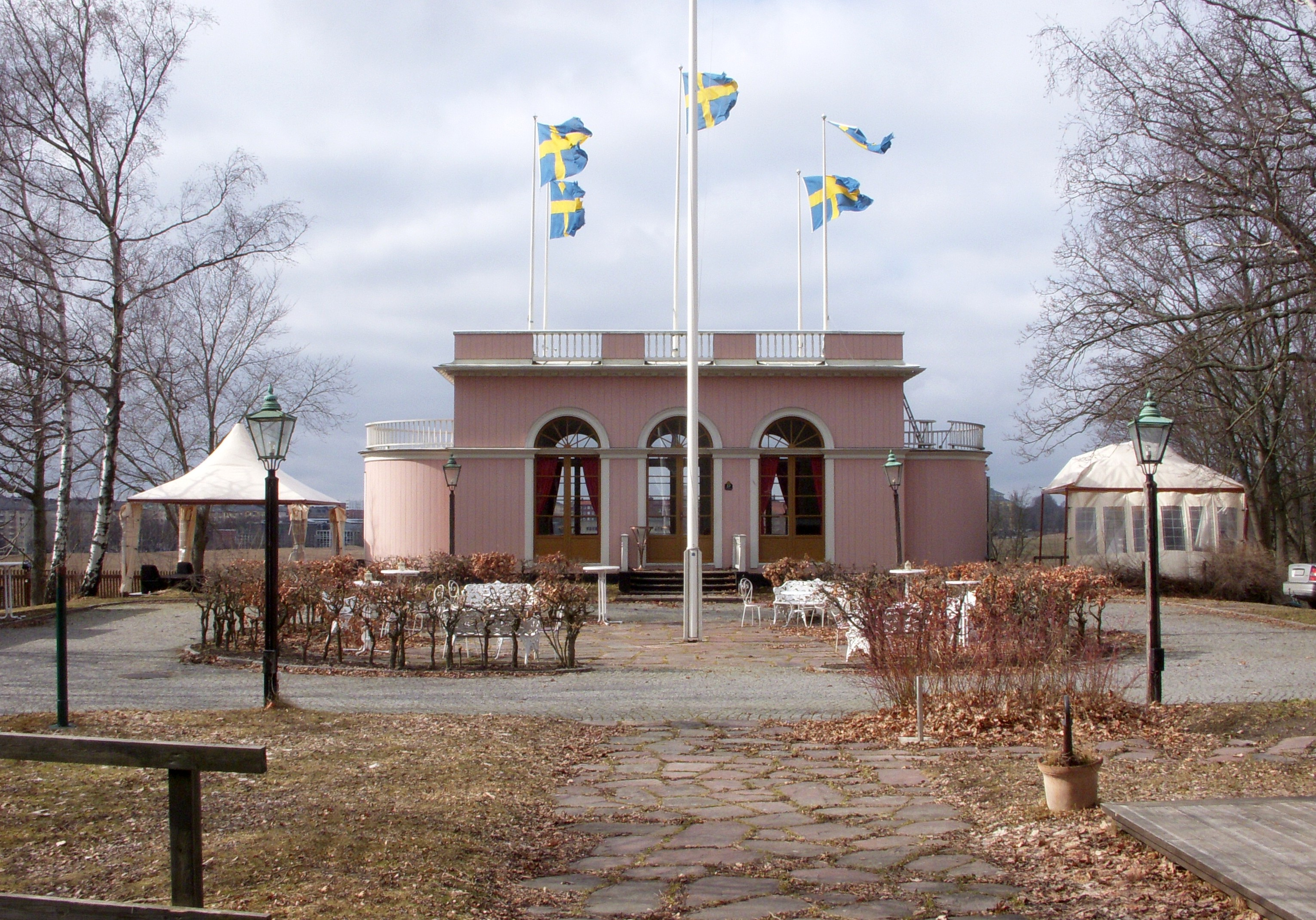
Borgen, fasad mot öst
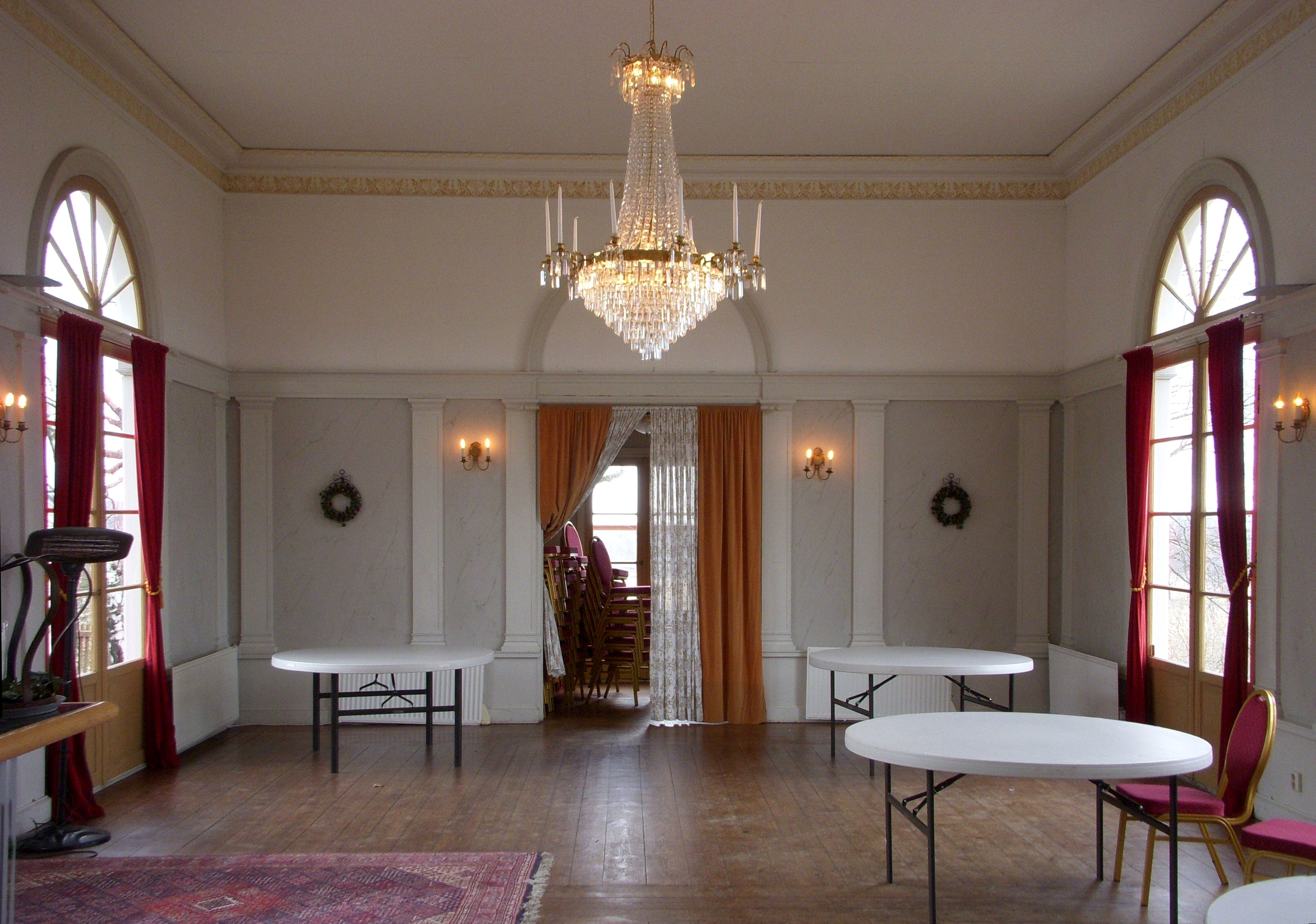
Borgen, matsalen
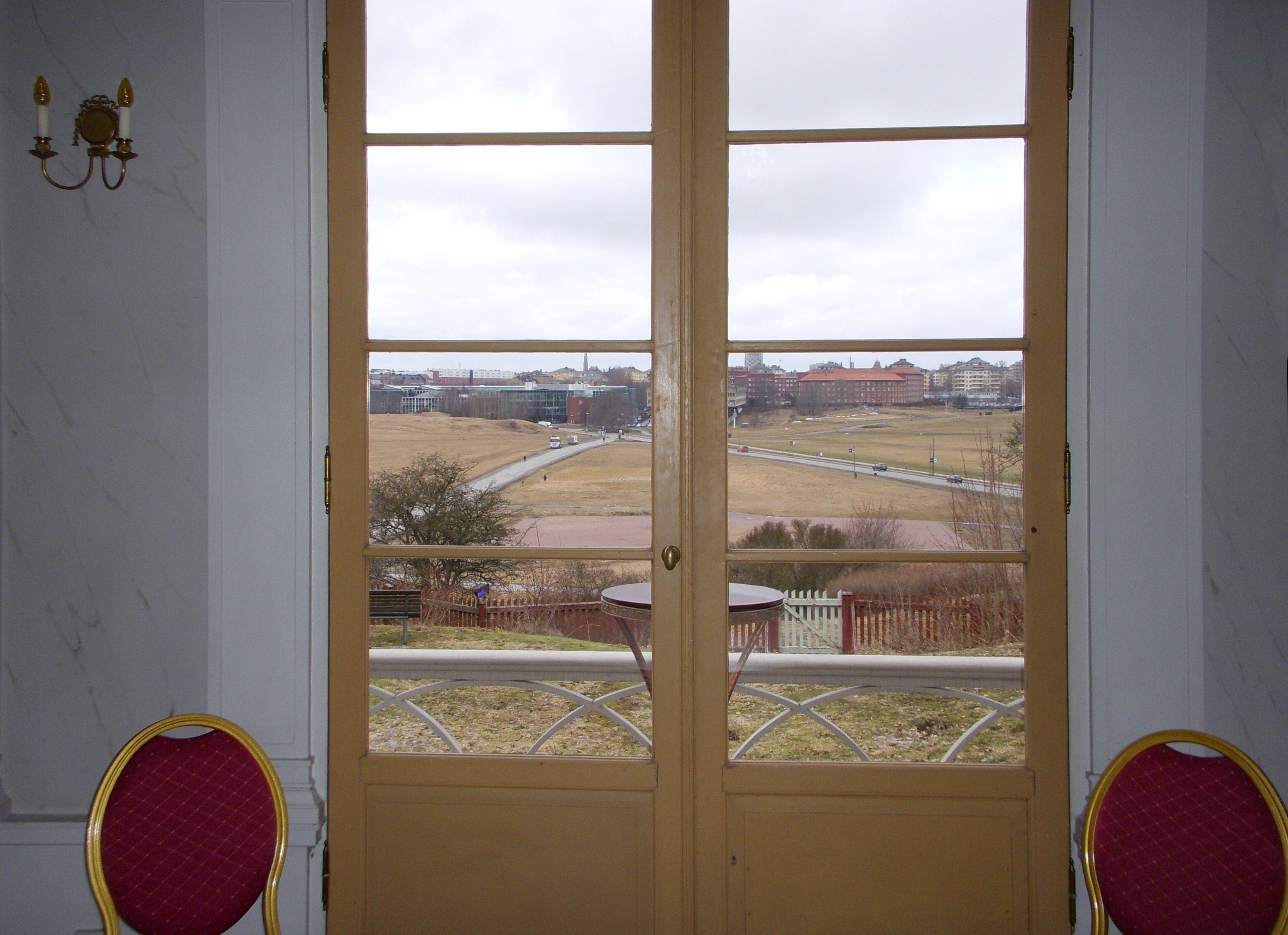
Utsikt från matsalen mot väst